# Studiónoie
Studiónoie (en rus: Студёное) és un poble de l'óblast de Vorónej, a Rússia, segons el cens del 2010 tenia 323 habitants.